# Гевелий, Ян
Ян или Иоганн Геве́лий (лат. Johannes Hevelius, нем. Johannes Hevel, пол. Jan Heweliusz, 28 января 1611, Гданьск — 28 января 1687, там же) — астроном, конструктор телескопов, градоначальник Гданьска. Ученик немецкого астронома Петера Крюгера.
Член Лондонского королевского общества (1664).

## Астроном
Гевелий родился в немецкой семье потомственного пивовара Абрахама Хевельке (1576–1649), сына Михаэля Хевельке († 1603), владевшего собственной пивоварней, перешедшей в собственность Гевелию. Мать Гевелия — Кордула (род. в 1592) — была дочерью Ханса Хеккера и Сары Крингель.
Астрономия была любительским занятием Гевелия, а жил он на средства от пивоварения. Свою первую обсерваторию Гевелий построил в 1641 году на средства, унаследованные от отца. Телескопы-рефракторы того времени имели серьёзный недостаток — хроматическую аберрацию. Чтобы избавиться от неё, Гевелий строил телескопы огромных размеров, самый большой из них имел 45 метров в длину. Это был «воздушный телескоп» без трубы и без жёсткой связи объектива и окуляра. Телескоп подвешивался на столбе при помощи системы канатов и блоков. Для управления такими телескопами использовались специальные команды из отставных матросов, знакомых с обслуживанием такелажа.
Первым научным трудом Гевелия была «Селенография, или описание Луны», изданная в 1647 году в Гданьске. В ней содержалось детальное описание видимой поверхности Луны. Работа, отпечатанная в собственной типографии автора, содержала 133 гравюры, изображавшие 60 участков лунной поверхности и общий вид Луны в различных фазах. Гевелий предложил названия для объектов на поверхности Луны, отчасти сохранённые до нашего времени, правильно оценил высоту лунных гор, открыл явление оптической либрации.
Гевелию принадлежат астрономические открытия в разных областях. Он занимался вопросами лунного движения, измерял расстояние от Земли до Луны, период обращения Луны, период собственного вращения Солнца, периоды обращения спутников Юпитера. Занимался наблюдениями двойных и переменных звёзд. С помощью своего секстанта составил каталог 1564 звёзд с точностью до 1′. К оптическим инструментам для астрометрии в то время относились с недоверием, полагая, что оптика может внести погрешности в измерения. Также стал известен как автор атласа созвездий "Уранография".
Гевелий открыл четыре кометы и опубликовал в 1668 году трактат «Кометография», где изложил историю наблюдений всех известных в то время комет; показал, что некоторые кометы движутся по параболическим орбитам.
В 1679 году обсерватория Гевелия с рукописями и библиотекой сгорела. Тем не менее, Гевелий возобновил наблюдения. В 1690 году, уже после смерти мужа, его жена Эльжбета издала знаменитый звёздный атлас «Уранография», основанный на каталоге Гевелия и содержавший великолепные изображения созвездий. В нём Гевелий ввёл несколько новых созвездий.
Гевелий познакомил европейцев с «Гурганским зиджем», составленным в обсерватории Улугбека.

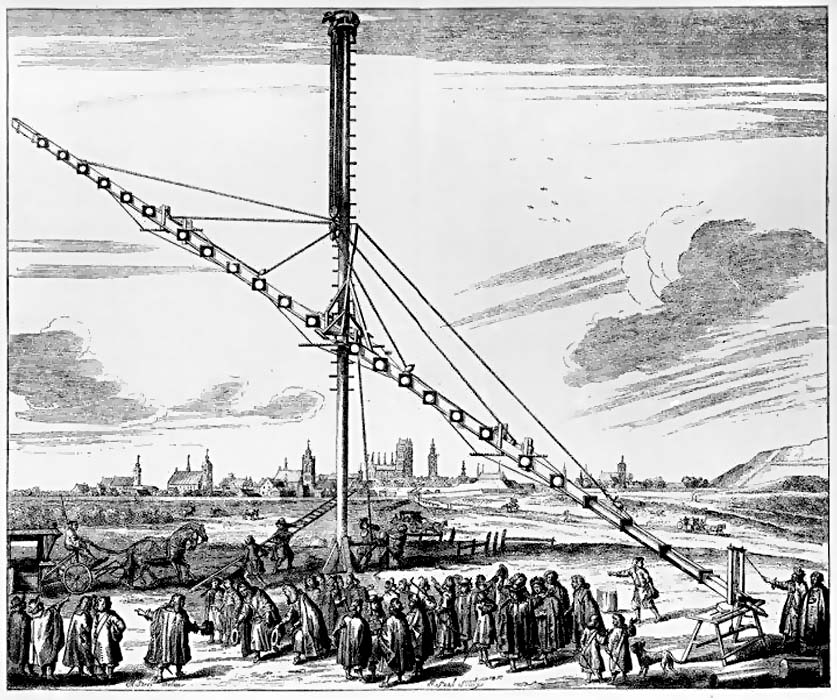
Телескоп Гевелия с фокусным расстоянием объектива 45 м.
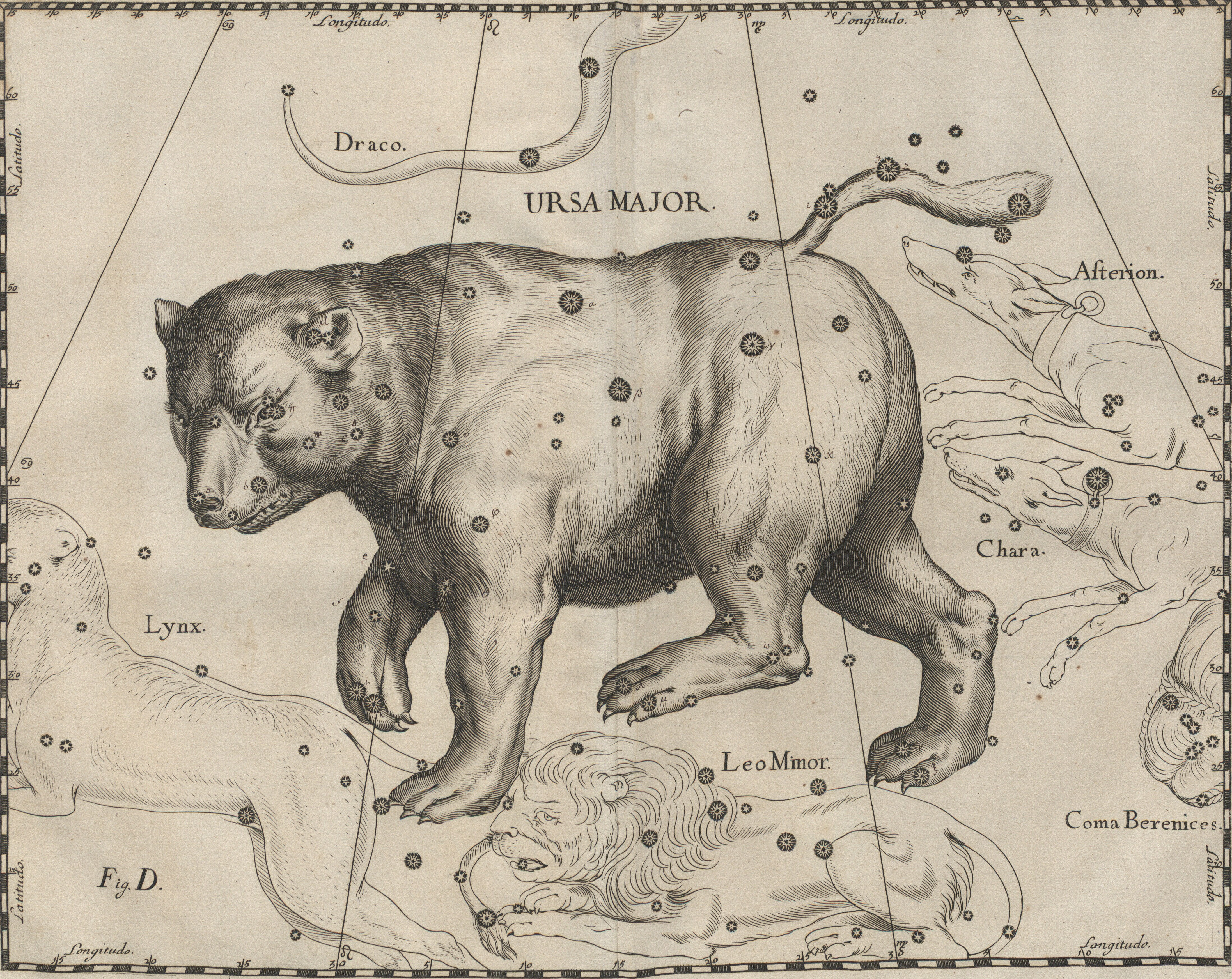
Созвездие Большой Медведицы из атласа Яна Гевелия

## Память
- Гевелий — кратер на поверхности Луны,
- борозды Гевелия (лат. Rimae Hevelius) — борозды на Луне,
- (5703) Гевелий (англ. 5703 Hevelius) — малая планета.
- Гданьск: улица и сквер Яна Гевелиуша, памятник, на стене здания (улица Беднарска, 2) воспроизведён фрагмент карты неба из атласа Гевелия, научный музей Hevelianum.